# Mesochorus bicolor
Mesochorus bicolor là một loài tò vò trong họ Ichneumonidae.